# 拉凡特谷地圣格奥尔根
拉凡特谷地圣格奥尔根是奥地利克恩顿州沃尔夫斯贝格县的一个市镇。总面积72.39平方公里，总人口2082人，人口密度28.8人/平方公里（2005年）。